# خویشاوندی‌های اختیاری
خویشاوندی‌های اختیاری (آلمانی: Die Wahlverwandtschaften, انگلیسی: Elective Affinities)، سومین رمان یوهانگ ولفگانگ فون گوته است که در سال ۱۸۰۹ میلادی منتشر شد. عنوان این کتاب از واژه ای علمی برگرفته شده‌است که زمانی برای توضیح تمایل گونه‌های شیمیایی برای ترکیب شدن با مواد یا گونه‌های خاص، در اولویت با دیگر مواد استفاده می‌شد.
این رمان بر مبنای استعارهٔ هوس‌های انسان است که توسط قوانین وابستگی شیمیایی کنترل و تنظیم می‌شود و بررسی می‌کند که خواه علم یا قوانین شیمی عرف ازدواج و همچنین سایر روابط اجتماعی را به تحلیل می‌برد یا ارتقا می‌بخشد.
این کتاب با نام پیوندهای گزیده به ترجمه دکتر حسین نوروزی در ایران به‌طور محدود، در سالهای قبل از انقلاب ایران چاپ شده است.
نشر چشمه با ترجمه سعیدپیرمرادی نیز آن را به چاپ رسانیده است.